# أوروس راسيتش
أوروس راسيتش (مواليد 17 مارس 1998) هو لاعب كرة قدم صربي يلعب في مركز الوسط المدافع في نادي فالنسيا.